# Culex simpliciforceps
Culex simpliciforceps är en tvåvingeart som beskrevs av Edwards 1941. Culex simpliciforceps ingår i släktet Culex och familjen stickmyggor. Inga underarter finns listade i Catalogue of Life.